# DC Super Hero Girls: Tini szuperhősök – A Szuperhős Gimi
A DC Super Hero Girls: Tini szuperhősök – A Szuperhős Gimi (eredeti cím: DC Super Hero Girls: Super Hero High) 2016-ban bemutatott egész estés amerikai 2D-s számítógépes animációs kalandfilm, amelyet Jennifer Coyle rendezett. Amerikában 2016. március 19-én mutatták be a Boomerang-on. Magyarországon 2017. február 18-án vetítették le először a Cartoon Network-ön.

## Ismertető
A Szuperhős Gimnáziumban Csodanő, Supergirl és szuperhős barátaik izgalmas órákon vesznek részt, és megpróbálnak felnőtté válni.

## Szereplők
| Szereplő           | Eredeti hang        | Magyar hang        |
| ------------------ | ------------------- | ------------------ |
| Batgirl            | Mae Whitman         | Nádasi Veronika    |
| Dongó              | Teala Dunn          | Andrusko Marcella  |
| Harley Quinn       | Tara Strong         | Nemes Takách Kata  |
| Méregcsók          | Tara Strong         | Ősi Ildikó         |
| Katana             | Stephanie Sheh      |                    |
| Supergirl          | Anais Fairweather   | Gáspár Kata        |
| Csodanő            | Grey Griffin        | Törtei Tünde       |
| Gézengúz           | Greg Cipes          | Szalay Csongor     |
| Gepárd             | Ashley Eckstein     | Eke Angéla         |
| Hal Jordan         | Josh Keaton         | Márkus Sándor      |
| Villám             | Josh Keaton         | Szabó Máté         |
| Sólyomlány         | Nika Futterman      | Bogdányi Titanilla |
| Lady Shiva         | Tania Gunadi        |                    |
| Amanda Waller      | Yvette Nicole Brown | Bognár Gyöngyvér   |
| Gorilla Grodd      | John DiMaggio       | Törköly Levente    |
| Vadmacska          | John DiMaggio       |                    |
| Jim Gordon         | Tom Kenny           | Pavletits Béla     |
| Jonathan Kent      | Dean Cain           | Juhász Zoltán      |
| Martha Kent        | Helen Slater        |                    |
| Giganta            | Grey Griffin        |                    |
| Jóságos Nagyi      | April Stewart       | Zsurzs Kati        |
| Nagy Barda         | Misty Lee           | Púpos Tímea        |
| Veszett Harriet    | Misty Lee           | Sipos Eszter Anna  |
| Sebes királynő     | Mae Whitman         |                    |
| Artemis            | Teala Dunn          |                    |
| Tipró              | April Stewart       |                    |
| Gyilkos Krok       | Fred Tatasciore     | Bolla Róbert       |
| Percy, a paradémon | Fred Tatasciore     | Eredeti hang       |

## Magyar változat[2]
A szinkront az SDI Media Hungary készítette.
- Felolvasó: Endrédi Máté
- Főcímdal: Réthy Zsazsa[3]
- Magyar szöveg: Imri László
- Szinkronrendező: Aprics László